# Wattrelos
Wattrelos é uma comuna francesa situada no departamento do Norte, na região dos Altos da França. Ela é parte da Metrópole europeia de Lille e da Eurometrópole Lille-Kortrijk-Tournai que conta com mais de 2 milhões de habitantes. Culturalmente, a cidade está situada na Flandres romana no país de Ferrain. A comuna é localizada no cantão de Roubaix-2 e na 8a circunscrição do Norte. Seus habitantes são chamados de Wattrelosiens e tem o apelido de "Les coupés en deux" ("Os cortados em dois" em Ch'ti).

## Geografia

### Localização
Wattrelos está localizada na fronteira franco-belga, a 0 km de Mouscron, 5 km de Lannoy, 14 km de Lille, a 15 km de Menin, 17 km de Courtrai e 19 km de Tournai. O canal de Roubaix, que corre ao sul da comuna, foi reaberto para a navegação desde 2009 (programa Blue Links).

### Comunas limítrofes
Localizada na fronteira belga, Wattrelos é limítrofe na França com as comunas de Roubaix, Tourcoing e Leers e na Bélgica com a cidade de Mouscron (com as seções ou vilas de Luingne e Herseaux) e a comuna de Estaimpuis (com a seção ou vila de Leers-Nord).

### Acesso e transportes
A comuna de Wattrelos é servida pela rede de transportes públicos Transpole. Quatro linhas de ônibus (Liane 3, MWR, 37, 35) unem o centro da cidade de Wattrelos à estação de metrô roubaisienne Eurotéléport, com uma média de seis passagens por hora. A comuna é também servida pelas linhas de ônibus 37 (Wattrelos – Roubaix – Lys-lez-Lannoy – Villeneuve d'Ascq), 17 (Wattrelos – Tourcoing), 35 (Leers – Bondues), e Citadine 5 (Roubaix – Wattrelos).
A comuna possuía até meados da década de 1980 uma estação ferroviária.

## Toponímia
A origem vem talvez do flamengo waterloos que significa sem água.
Temos em seguida Waterlooz em 1030, depois Wattrelos, em 1793. A comuna é chamada Waterlo, Waterloo em neerlandês.

## História

### Idade Média
O nome de Waterlos aparece pela primeira vez em um documento de cerca de 1030 (século XI). Primariamente propriedade de um rico e poderoso senhor chamado Allowin ; ele, durante a sua conversão, abandona todos os seus bens em Wattrelos, para a abadia Saint-Bavon. No século XIV Wattrelos vê aparecer na sua terra o artesanato têxtil além das atividades agrícolas.

### Do Renascimento até o século XVIII
Por vários séculos a região lilloise tem sido disputada por vários reinos, levando com ela as cidades de Tourcoing, Roubaix, Wattrelos...
Em 1477 os soldados do rei Luís XI, pilharam as mansões, o castelo e as culturas. A cidade começa enfim a prosperar, mas em 1488 a batalha do Espierre se desenrola no coração da cidade. Os Wattrelosiens não escapam das guerras de Religião, em 1566, 150 protestantes seriam massacrados na igreja.
Em 1667, sob as ordens de Luís XIV, a cidade de Lille é capturada e Flandres tornou-se francesa (portanto, Wattrelos tem 12 km de fronteira para assistir).

### A Revolução francesa e o Império
Durante a Revolução, em 1794, Wattrelos viu a batalha de Tourcoing (vitória da república contra as monarquias europeias querendo recolocar Luís XVI no trono). No século XIX a cidade conheceu o seu "boom" industrial. 1865 viu o primeiro estabelecimento industrial: a empresa Leclerq-Dupire (fiação / tecelagem). Graças ao têxtil, muitas fábricas foram se instalar e a população viu um forte crescimento. Várias fábricas do setor pertenciam a Alfred Motte.
Em 1892, o primeiro eleito socialista wattrelosien Florimond Lecomte entra no conselho municipal da oposição na época.

### Da Belle Époque à Segunda Guerra Mundial
Em 1907, um jornalista parisiense publica um artigo no seu jornal para dar conta de sua visita a Wattrelos. O título Misère municipale, 27.000 Français sans hygiène. O prefeito de então José Thérin confidenciou a este repórter que ele não tem para gastar, no total, mais de 7,75 F por habitante. Foi só isso que não pode esperar, ou seja principalmente de assistência social mais vital que social pelo destino de habitantes qui viviam na époque na escuridão, a lama e o lixo. A comuna era a mais pobre da França.
A primeira pedra da nova prefeitura foi colocada em 1911 em uma parte do antigo hospital. Em seguida teve a modernização do hospital com a criação de uma sala de banho e a abertura de um novo campo de sepulturas em Crétinier. 
É com Henri Briffaut e com a chegada dos socialistas que Wattrelos deixou de ser a cidade mais sub-equipada da França apesar do contexto social. Sua ação se aplica ao saneamento básico, a instalação de água potável, a extensão da iluminação a gás e da electricidade, a criação de cantinas, a construção de salas de festas, chuveiros, campos de jogos e campos de férias. 
A cidade será ocupada pelas forças alemãs em 1914-18 e dois muitos Wattrelosien participaram incluindo Albert-Lucien Dean que esteve no 87º regimento de infantaria (87e RI) e o prefeito da época Henri Briffaut, preso três vezes antes de ser finalmente deportado em 1917. Na verdade, ele havia avisado ao trabalhadores para não trabalhar para o inimigo, recusou-se a lhes fornecer uma lista dos indigentes de sua comuna, depois aquela dos homens e de sua situação de família, recusou-se a entregar os cavalos. Ele foi enviado para o campo de Holzminden
Wattrelos conheceu também a Ocupação da França pela Alemanha em 1939-45 e os Wattrelosiens entrando em resistência como Sœur Rose, nascida Hélène Vanalderwelt (1898-1980) entraram para a Resistência e foram agraciados com o diploma de reconhecimento do War Office e a Croix du capitaine Michel e em abril de 1941, ela foi condecorada com a cruz de Cavaleiro da ordem da Legião de Honra das mãos do cardeal Liénart (ela foi a primeira religiosa da França a ser condecorada por feitos de guerra), assim como a insígnia de vermelhão da Cruz Vermelha francesa, e um diploma de estado de enfermeira hospitalar concedido a título excepcional.
Em 14 de julho de 1941 no cemitério do Crétinier teve lugar uma manifestação patriótica em resposta ao apelo do General Charles de Gaulle que encorajou os franceses a celebrar o dia nacional e os Wattrelosiens tiveram deixado flores nos túmulos dos soldados britânicos caídos na comuna e tiveram cantado um pungente God Save the Queen, seguido de La Marseillaise, o que provocou a ira do ocupante. Confrontado por três vezes aos manifestantes pelas autoridades alemãs, o prefeito Florimond Lecomte fingiu não saber de algo.
Em maio de 1945, marcou um ponto de viragem na vida política wattrelosienne, um prefeito comunista é eleito, foi François Mériaux.

## Geminação
- Eschweiler (Alemanha)
- Köthen (Alemanha)
- Solca (Romênia)
- Mohács (Hungria)
- Siemianowice Śląskie (Polônia)
- Guarda (Portugal)

## Personalidades ligadas à comuna
- Charles Crupelandt (1886-1955), ciclista.
- Hector Tiberghien (1888-1951), ciclista.
- Joseph Van Daele (1889-1948), ciclista, vencedor de Liège-Bastogne-Liège em 1911 e campeão de Belgique sur route em 1913.
- Daniel Viaene (1937), jogador de futebol.